# Altes Rathaus (Woodstock)
Woodstock Town Hall ist ein ehemaliges Rathausgebäude aus der Mitte des 19. Jahrhunderts in Woodstock in der kanadischen Provinz Ontario. In seinen Räumen befindet sich das Woodstock Museum, welches ebenfalls ein nationales Denkmal Kanadas (Historic Place Canada) ist.
Die aktuelle Adresse ist 466, Dundas Street, Woodstock, Ontario, N4S, Canada und befindet sich an der südöstlichen Ecke der Straßen Dundas und Finkle Streets in der Stadt Woodstock.
Das zweigeschossige Haus wurde vom Architekten Antoine Grobl im Stil des Klassizismus gebaut und am 5. Januar 1999 zum Kulturdenkmal der Stadt Woodstock ernannt.
Das Gebäude befindet sich im alten Stadtzentrum von Woodstock und besitzt vor dem Eingang einen historisch angelegten Garten mit einem sich teilenden Weg. In der Mitte des Weges ist ein Springbrunnen gebaut worden, dieser war beim Bau des Gebäudes und der näheren Umgebung noch eine offene Fläche. Dadurch konnte die Woodstock Town Hall sich besser der Öffentlichkeit präsentieren und kam gleichzeitig ihrer zweiten Bestimmung als Marktplatz nach. Beide Funktionen waren für die wirtschaftliche Entwicklung und der Ansiedlung neuer Gebäude im Stadtzentrum sehr nützlich.
Woodstock Town Hall ist sehr eng mit dem sozialen und politischen Leben der Einwohner verbunden. Erbaut wurde es zwei Jahre nach der Stadtgründung im Jahr 1853. Zu Beginn war es Rathaus und Marktplatz zugleich. Im ersten Stockwerk befand sich der Markt und im zweiten Stockwerk (Upper Hall) wurden neben der Lokalpolitik und Gemeinderatssitzungen, soziale Aktivitäten durchgeführt. Es fanden Konzerte, Tanzveranstaltungen, Vorführungen und andere Veranstaltungen. Zu diesen Veranstaltungen gab es Besuche von Sir John A. MacDonald, Oscar Wilde und Sir Wilfred Laurier.
Im Jahr 1890 brachte der bekannte Birchall Mord Prozess weltweite Aufmerksamkeit. So wie sich die Aufgaben der Gemeinde Woodstock änderten, so änderten sich die Benutzung der Woodstock Town Hall. Sie wurde als Polizeistation, Gefängnis und Feuerwache genutzt.
Von 1871 bis 1968 wurde das erste Stockwerk in Zimmer des Gemeinderats und Kommunalpolitik umgewandelt, worin heute noch viele Originalstücke vorhanden sind. Ab 1968 wurden die Bestimmung der Zimmer in andere Gebäude verlegt. Aus der Zeit der politischen Nutzung entstammen die heute noch in der Eingangstür sichtbaren Löcher von Nägeln, mit denen öffentliche Nachrichten an die Tür nagelte.
Seit 1947 wird das Woodstock Museum im Gebäude betrieben, welches eng mit den historischen Wurzeln aus der britischen Monarchie verbunden ist. Über dem Eingang zum Museum erkennt man The Royal Coat of Arms.
Architektonisch ist die Woodstock Town Hall eine Adaption an die britischen Rathäuser. Ein großes zweigeschossiges, multifunktionales Gebäude im Stil des Neoklassizismus in der Mitte des 19. Jahrhunderts. Das Rathaus stellt eine Tempelform mit einem Ziergiebel mit Oberlicht und Glaskuppel dar. Der Plan für den Bau wurde vom Gewinner der Ausschreibung, Antoine Grobl, entworfen und von David White, William P. Dixon und William McKay unter der Aufsicht von Francis Schofield gebaut. Die Innenausstattung des Gebäudes erweckte eher den Eindruck an Rathäuser in Ontario.